# Меланом увее
Меланом увее најчешћи је облик примарног злоћудног (малигног) унутарочног рака одраслих особа, који иако представља тек нешто више од 3% свих регистрованих меланома, чини 85% меланома ока и  аднекса ока, јер је увее друго најчешће место од десет малигних меланомских локација у телу. Болест је у начелу моноокуларно обољење, јер се рак у оба ока исте особе региструје једном у 50.000 случајева. Каако су се због потенцијално смртоносног стање ока, меланома плашили и пацијенти и клиничари, стопа погрешне дијагнозе очију енуклеисаних због хороидалног меланома била је приближно 20% током година до 1970. године, али дијагноза хороидалног меланома се драматично побољшала у последње 3 деценије, а нетачна дијагноза од тог времена прогресивно се смањила на приближно 10%.
Дијагноза меланома увее заснива се како на клиничком искуству специјалисте, тако и на савременим дијагностичким техникама као што су индиректна офталмоскопија, А- и Б-ултрасонографија, флуоресцеинска ангиографија фундуса и трансилуминација
Постоји неколико начина лечења меланома, који зависи од више фактора као што су оштрина вида захваћеног ока, оштрина вида контралатералног ока, величина тумора, локација, укључене очне структуре и присуство метастаза.  
Тумор може изазвати губитак вида у оку, а ако се прошири ван ока (метастазира), може изазвати озбиљне здравствене проблеме, па чак и смрт.

## Анатомија и етимологија
Увеални тракт или увеа(лат.  uva = грожђе), која се још назива и увеални слој, увеална туника, увеални тракт, васкуларна туника или васкуларни очни слој је пигментирана средина три концентрична слоја који чине око. Увеа је васкуларни средњи слој ока, који се бично дели на три области, од напред према назад, а састоји се од дужице (лат. iris), стакластог тела (лат. corpus ciliare) и жилнице (лат. chorioidea).  Ове три компоненте су континуалне једна са другом и имају отвор напред, зеницу, а позади хороидеу или жилницу, изузев што је дефицитаран на каналу оптичког нерва. Увеални тракт је аналоган васкуларном пиа-арахноиду мозга и оптичког нерва, са којим анастомозира на глави оптичког нерва.
Највећи део увее,  протеже се од ора серата до оптичког нерва. Причвршћује се за склеру тракама везивног ткива и посебно позади бројним крвним судовима и нервима који улазе у жилнице из склере. Мале количине хороидалног ткива могу се проширити у склералне канале кроз које цилијарни судови и нерви улазе у око. Како је најваскуларније ткиво у оку она је укључена у патофизиологију разних очних болести.
Првобитно средњовековни латински термин потиче од латинске речи uva (грожђе) и односи се на његов изглед попут грожђа (црвенкасто-плаве или скоро црне боје, набораног изглед и величине и облика налик грожђу када се нетакнуто извади из мртвог ока ). У ствари, то је делимичан превод позајмљеног старогрчког израза horioid ,,што буквално значи „покривач налик грожђу“.  Његова употреба као технички термин за део ока је древна, и односио се само на судовњачу.

## Епидемиологија
Морбидитет/Морталитет
Годишња инциденција меланома увее на глобалном нивоу је од 6 до 7 случајева на милион становника. У Европи, с краја 20. века, годишња инциденција кретала од два случаја на југу, до осам случајева на северу континента, и мање више је константна  током година. У Србији, у периоду од 1986. до 2005. године на Клиници за очне болести Клиничког центра Србије у Београду, годишње је регистрован је константан број од 49 новооболелих.
Смртност је највећа у првих пет година од дијагнозе болести; у том периоду умре чак 62% пацијената. Анализа смртности од меланома увее, у веома дугом временском периоду, показала је да она износи:
- 31% за пет година,
- *45% за 15 година,
- 49% за 25 година,
- 52% за 35 година.[12]

Петогодишња смртност узрокована меланомом 1% код малих тумора, мања од 10% код тумора средње величине, и мања од 30% код великих тумора. 
Расне разлике
Меланом увее је првенствено обољење беле расе. У Сједињеним Америчким Државама је чак 97,8% меланома увее регистровано код белаца. Што су особе светлије пути и имају светлије дужице, вероватноћа да оболе је већа. 
Старост
Тај меланом је обољење одраслих, док се код деце и адолесцената врло ретко региструје.
У време дијагнозе, просечна старост оболелих је око 55 година, при чему су жене нешто млађе од мушкараца.
Пол
Меланом увее нешто је чешћи код мушкараца за све старосне групе, осим у групи од 20 до 39 година, где постоји мала склоност код жена. То потврђује и студији Латковића и сарадника, Пол болесника са меланом увее спроведена у Србији у којој се наводи...
...да је регистровано нешто више оболелих мушкараца него жена (52,19%: 47,81%), а да распоред према полу зависи од година старости оболелих у време постављања дијагнозе.

## Етиологија
Меланом увее настаје када злочудне (канцерогене) туморске ћелије расту унутар ока у слоју ткива који се зове хороидеа. Овај слој ткива лежи испод мрежњаче и облаже унутрашњост задњег дела ока. Хороидеа је најчешћа локација за меланом унутар ока, али меланоми се могу формирати и унутар ока у другим областима, као што су ирис и цилијарно тело. 

### Фактори ризика
Фактори ризика за настанак меланома увее нису у потпуности истражени. Према подацима из литературе као могући фактори ризика наводе се:
- УВ зрачење - мада није показано да је изложеност тој врсти зрачења од значаја за настанак болести,[16]

- окулодермална меланоцитоза,

- синдромом диспластичних невуса (који могу да настану из претходно постојећег невуса увее).[17]

## Клиничка слика
Меланом ока може или не мора изазвати симптоме. Ово генерално зависи од тачне локације, величине тумора у оку и од тога да ли тумор изазива секундарне ефекте на мрежњачу. Очни меланом можда неће изазвати никакве симптоме (клинички тихи) много година пре него што симптоми почну. Када се симптоми појаве, они могу укључивати:
- замагљен вид
- двоструки вид (диплопија)
- иритација

- бол

- перцепција бљескова светлости у оку (фотопсија)

- смањење укупног видног поља

- губитак вида

- осећај страног тела у видном пољу (лебдеће мушице)

- црвенило, испупчење или померање ока (проптоза)

- промена облика зенице

- притисак унутар ока

- метаморфопсија (изобличење вида код кога, када особа гледа у мрежу правих линија, линије изгледају таласасте, а делови мреже празни).

Очни меланом има потенцијал да се шири (метастазира) на друге делове тела. Метастазе су тешка компликација болести која има висок морталитет због недостатка дефинитивног третмана за искорењивање свих метастаза. Јетра је најчешћи орган у телу погођен метастазама очног меланома (80% случајева), али ређе може захватити плућа, кожу или меко ткиво и кост. Неке процене сугеришу да ће код 40-50% особа меланом ока дати метастазе. На основу агресивности одређеног тумора, дефинисане клиничким и генетским карактеристикама, метастазе се могу открити већ 2-3 године након дијагнозе, а ретко и деценијама након лечења. Симптоми ће зависити од тога који део тела је захваћен и колико дуго је метастаза присутна.

## Дијагноза
Како меланоми имају тенденцију да расту веома споро, и пошто често не изазивају симптоме или визуелне промене када су мали, многи се не препознају док не порасту до већих величина.
Дијагноза меланома увее заснива се како на клиничком искуству специјалисте, и на савременим дијагностичким техникама као што су:
- индиректна офталмоскопија,
- оптичка кохерентна томографија (ОCТ),  безконтактна неинвазивна дијагностичка метода у офталмологији која се заснива на слојевном ласерском снимању мрежњаче и очног живца, што омогућава сагледавање попречних пресека унутрашње структура ока.[19]

- А- и Б-ултрасонографија,

- флуоресцеинска ангиографија очног дна,

- трансилуминација.

- инвазивне студије (цитологија аспирацијом танком иглом) како  ова метода може имати значајан морбидитет и треба је узети у обзир само ако је индикована терапијска интервенција и дијагноза се не може поставити на било који други начин.

## Терапија
Како је суштински једини прогностички параметар на који за сада можемо донекле  утицати - величина тумора, од огромне важности је да се меланом хороидее што раније препозна и спроведе одговарајуће лечење.
Постоји много опција лечења меланома, а стандардни третмани укључују операцију за уклањање тумора или ока, зрачење или различите облике ласерске терапије. Избор методе зависи од специфичних карактеристика тумора.
Лечење меланома  зависи од величине тумора али и од тога колико добро функционише око. Што је тумор мањи, мања је вероватноћа да ће операција бити потребна, осим ако око није озбиљно оштећено или вид није изгубљен.
Мали меланоми
За лечење малих меланома постоји неколико опција:
- Пажљиво посматрање (познато и као будно чекање ). Не расту сви ови меланоми брзо и треба их одмах лечити. А понекад је лекару веома тешко да буде сигуран да ли је место на хороиду заиста меланом. Ако је тумор веома мали, често је разумна опција да га пажљиво посматра (понекад свака 3-4 месеца) и лечи само ако почне да расте.
- Терапија зрачењем , као што је брахитерапија (терапија плака), терапија протонским снопом или стереотактичка терапија зрачењем
- Ласерска терапија , укључујући транспупиларну термотерапију, најчешће заједно са брахитерапијом
- Хируршка интервенција , која може захтевати уклањање само тумора или може бити опсежна као енуклеација (уклањање целог ока). Ово може бити неопходно ако је око озбиљно оштећено тумором.

Меланоми средње величине
Ови тумори се обично могу лечити многим истим приступима који се користе за мале меланоме:
- Терапија зрачењем , као што је брахитерапија (терапија плака), терапија протонским снопом или стереотактичка терапија зрачењем
- Ласерска терапија , укључујући транспупиларну термотерапију  или ласерску коагулацију, заједно са брахитерапијом
- Хируршка интервенција , која може захтевати уклањање само тумора или може бити опсежна као енуклеација (уклањање целог ока). Ово може бити неопходно ако је око озбиљно оштећено тумором.

Велики меланоми
Стандардни третман за ове врсте рака је радиотерапија. Прво се користи терапија протонским снопом и стереотактичка терапија зрачењем. Додатни третман операцијом или ласером такође се може размотрити ако радиотерапија не делује у потпуности.
Операција енуклеацијом ока (уклањање целог ока) је пожељна интервенција за велике меланоме када зрачење није опција. Енуклеација се такође може узети у обзир за карциноме који заузимају више од половине очне орбите, који изазивају значајан бол или који су довели до губитка вида у оку. У ретким случајевима када је канцер у великој мери нарастао изван ока, лекар може препоручити уклањање поред очне јабучице и других структура у очним дупљама, као што су мишићи или део очног капка.

## Прогноза
Прогноза болести зависи од ћелијског типа меланома хороидее, као и величине тумора па тако код малог меланома прогноза је неизвесна, док  учесталост метастаза статистички знатно расте с порастом димензија тумора у време терапије.
Епителоидне ћелије одређују лошију прогнозу у односу на вретенасте ћелије типа А или Б. Висок митотски индекс, васкуларне петље, локализација на предњој увеи или уз папилу видног живца, или транссклерални продор тумора.   

### Учесталост метастаза
Процењена учесталост метастаза на петогодишњем нивоу је за:
- туморе пречника базе до 16 мм и дебљине до 8 мм, 13%
- туморе пречника базе преко 16 мм 43%.[22]

### Смртност
Петогодишња смртност узрокована меланомом је:
- 1% код малих тумора,

- >10% код тумора средње величине,

- > 30% код великих тумора.

## Превенција
Регистровање оболелих у Националном регистру за меланом обавеза је сваке установе и лекара који лече оболелог од меланома. Регистар за меланом омогућава праћење инциденције и морталитета од меланома, одговарајући квалитет лечења, и указује на недостатке и могућности за унапређење. Једино уз све те чиниоце могуће је савремено и успешна превенција и лечење меланома.